# Plerguer
Plerguer település Franciaországban, Ille-et-Vilaine megyében. Lakosainak száma 2871 fő (2022. január 1.). Plerguer Baguer-Morvan, Lillemer, Miniac-Morvan, Roz-Landrieux, Saint-Guinoux és Le Tronchet községekkel határos.

## Népesség
A település népességének változása:
| Lakosok száma | 1552 | 1749 | 1853 | 2125 | 2497 | 2595 | 2722 | 2796 | 2826 | 2871 |
|               | 1968 | 1982 | 1990 | 2006 | 2013 | 2015 | 2017 | 2019 | 2020 | 2022 |